# Sean Taylor
Sean Michael Maurice Taylor (Miami, 1º aprile 1983 – Miami, 27 novembre 2007) è stato un giocatore di football americano statunitense che ha militato nel ruolo di safety nella National Football League.

## Biografia
Dopo una carriera da All-American nel college football a Miami dove vinse il campionato NCAA nel 2001, Taylor fu scelto come quinto assoluto nel Draft NFL 2004 dai Washington Redskins. Emerse come la free safety titolare della squadra dopo la sua terza partita, rimanendolo per tutte le 13 gare successive. Concluse la sua prima annata con 89 tackle, 2 fumble forzati, 9 passaggi deviati e al secondo posto dei Redskins con quattro intercetti. Nel 2006 mise a segno 129 tackle e un intercetto, venendo convocato per il Pro Bowl. Quell'anno, l'assistente allenatore di Washington Gregg Williams definì spesso Taylor "il miglior atleta che abbia mai allenato".
Prima dell'inizio della stagione 2007, Sports Illustrated nominò Taylor il colpitore più duro dell'intera lega. Il 27 novembre 2007, all'età di 24 anni, Sean morì per le ferite di colpi d'arma da fuoco durante un tentativo di furto nella sua casa nell'area di Miami. La sua morte provocò una forte ondata emotiva a livello nazionale, in particolare nella zona di Washington, dove era un idolo dei tifosi come Redskin, e in quella di Miami, dove Taylor aveva giocato con i Miami Hurricanes e alle scuole superiori. Al momento della morte, Taylor stava guidando la National Football Conference ed era al secondo posto nella lega con 5 intercetti, malgrado l'avere saltato due partite per infortunio. Il 18 dicembre 2007, ricevette l'onore postumo della seconda convocazione al Pro Bowl, diventando il primo giocatore deceduto ad esservi convocato. Durante l'evento, Chris Samuels, Chris Cooley e Ethan Albright indossarono tutti il numero 21 per onorarlo. Come i Redskins avevano fatto in precedenza nella stagione, anche la squadra della NFC si schierò con una sola safety nella prima giocata della partita.

## Palmarès
- Convocazioni al Pro Bowl: 2

2006, 2007†
- Second-team All-Pro: 1

2007†
- PFWA All-Rookie Team - 2004
- 80 Greatest Redskins
- Washington Redskins Ring of Fame

† onore postumo